# Trichomonascus mycophagus
Trichomonascus mycophagus är en svampart som beskrevs av H.S. Jacks. 1948. Trichomonascus mycophagus ingår i släktet Trichomonascus och familjen Trichomonascaceae.   Inga underarter finns listade i Catalogue of Life.